# وطواطی
وطواطی (نام علمی: Witwatia) نام یک سرده از زیرراسته خفاش‌های کوچک است.